# Van Neukirchen genaamd Nyvenheim

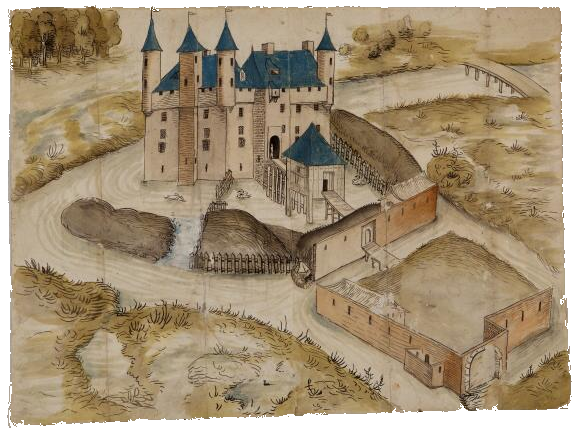
Huis Driesberg in 1555

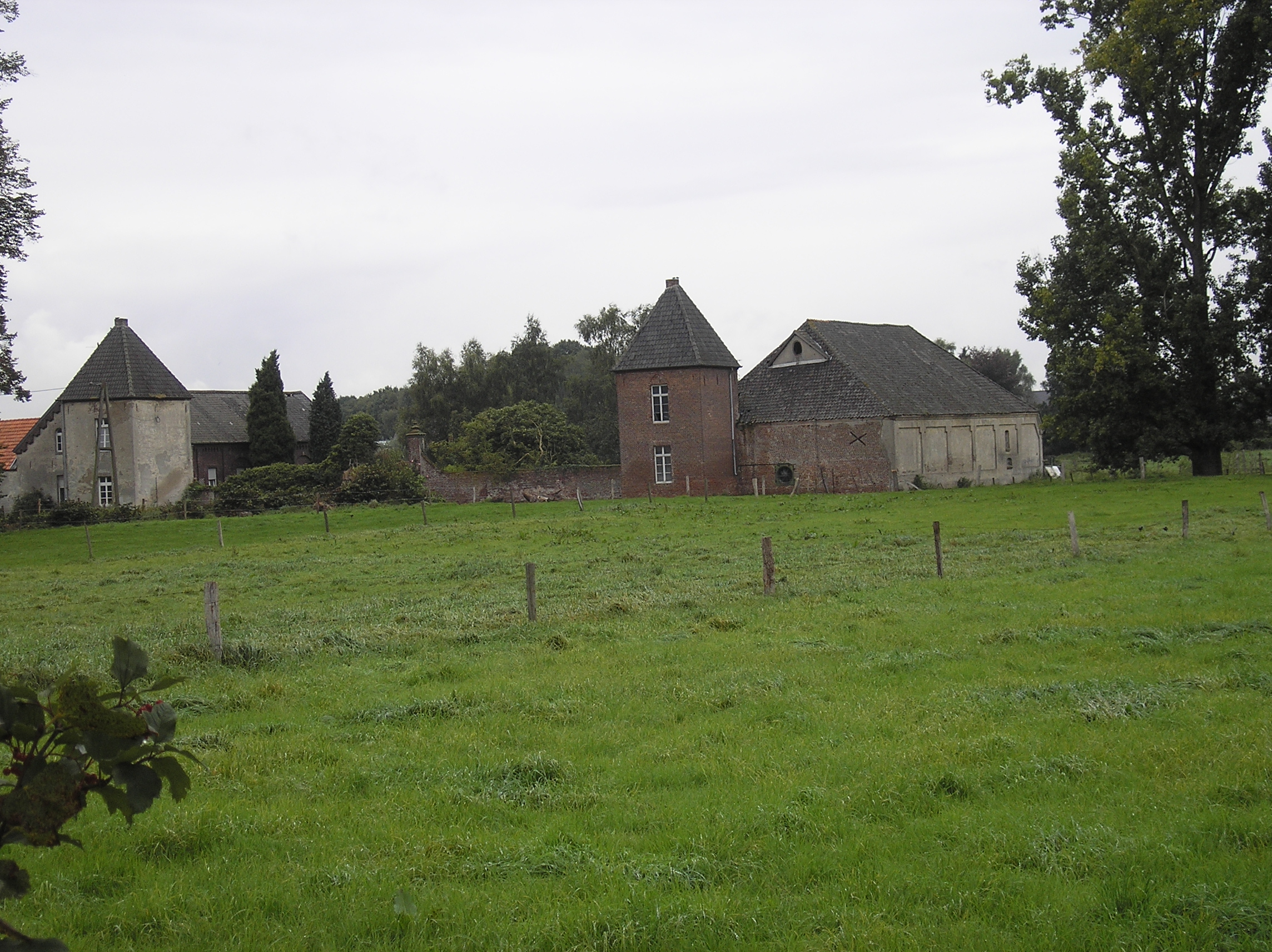
Huis Driesberg

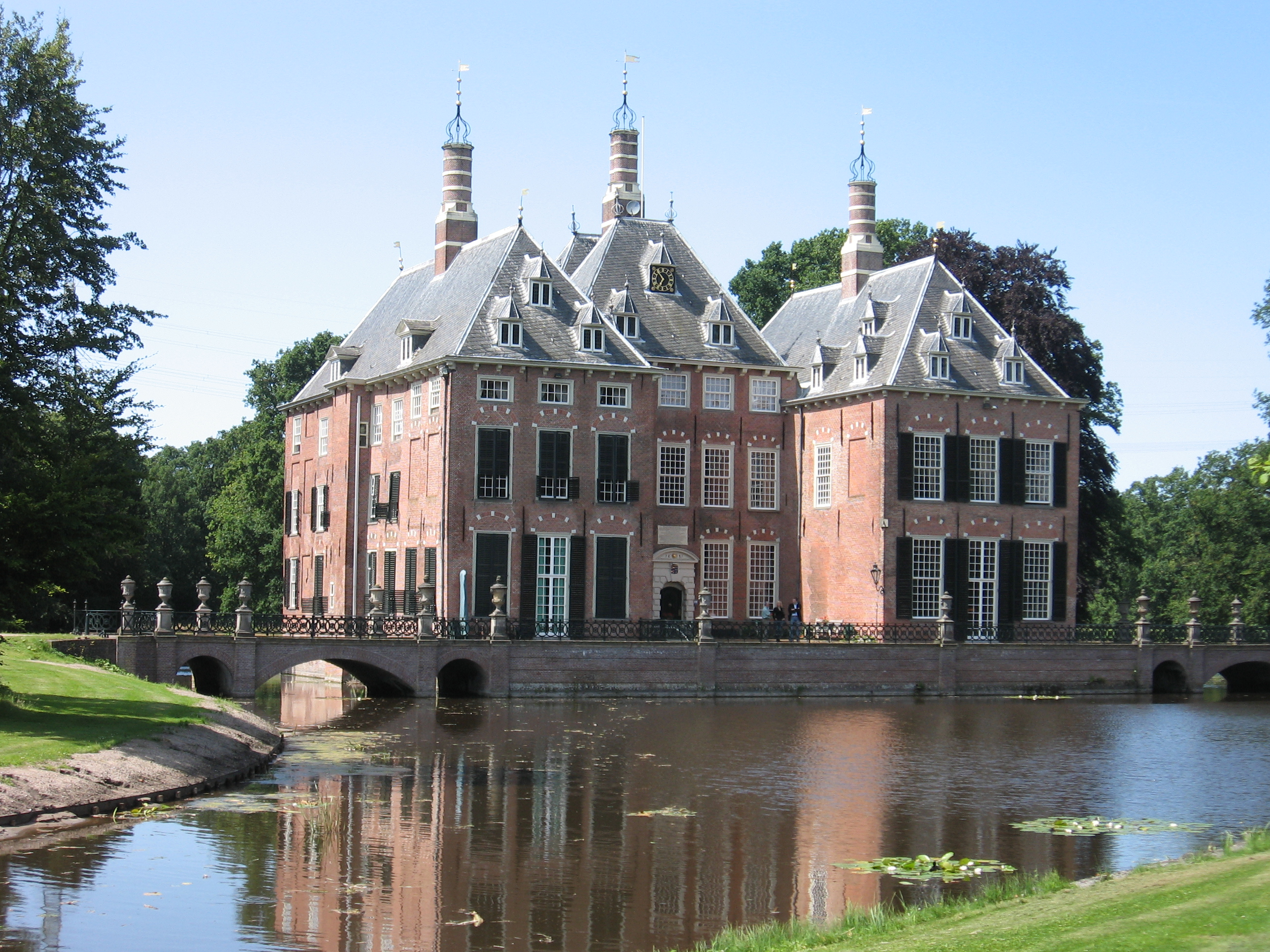
Kasteel Duivenvoorde

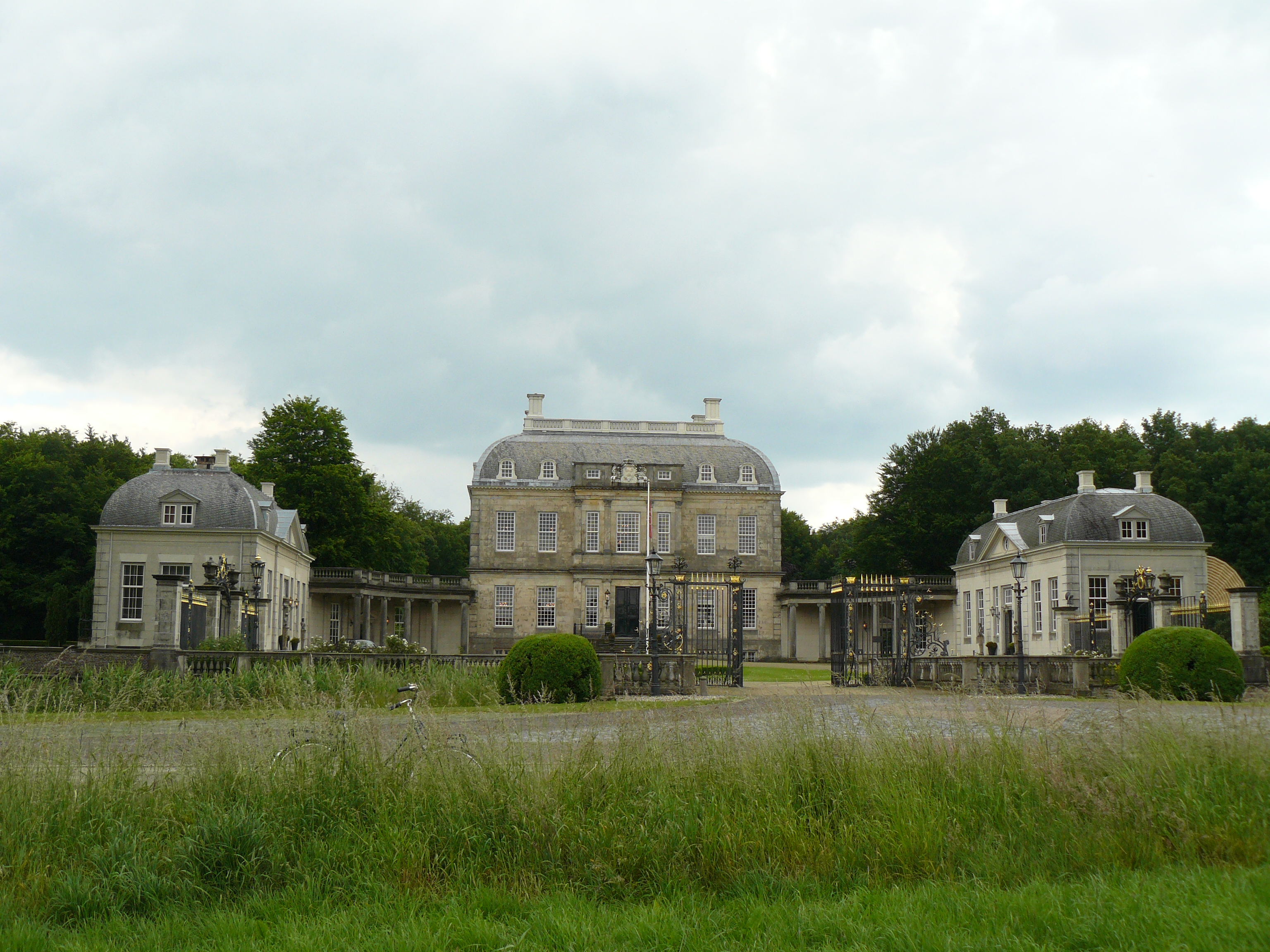
Huize De Voorst in 2012

Van Neukirchen genaamd Nyvenheim is een van oorsprong Rijnlands geslacht waarvan leden sinds 1814 tot de Nederlandse adel behoren en dat in 1940 uitstierf.

## Geschiedenis
De stamreeks begint met Werner van Neukirchen genaamd Nyvenheim, heer van Glehn en Rath die vermeld wordt vanaf 1535. Nazaten waren militair, al dan niet in Statendienst, en hofdienaar. Door huwelijk in 1626 werden leden van het geslacht heren van het huis Driesberg bij Kessel dat na verkoop in 1753 zou overgaan naar Gijsbert Willem van Dedem (1697-1762), lid van de baronale familie Van Dedem. Vanaf 1817 was Henriette Jeanne Christiane barones van Neukirchen genaamd Nyvenheim (1807-1849) onder andere vrouwe van Duivenvoorde, via haar grootmoeder Torck, waarna door haar huwelijk met jhr. Nicolaas Johan Steengracht (1806-1866) het kasteel overging in de familie Steengracht.
Bij Souverein Besluit van 28 augustus 1814 werden verschillende leden van het geslacht benoemd in de Ridderschap van Gelderland; in 1822 werd voor leden de titel van baron erkend. Een laatste lid werd in 1882 erkend te behoren tot de Nederlandse adel met de titel van baron.
In 1940 stierf het geslacht uit met Alice Louise Anna barones van Neukirchen genaamd Nyvenheim (1874-1940), echtgenote van 1e luitenant en hofdienaar Frederik Willem Jacob Loudon (1862-1935), lid van de familie Loudon.

## Enkele telgen
- Johann Gijsbert Ludolf Adriaan van Neukirchen genaamd Nyvenheim, heer van Driesberg, Kessel en Mook, heer van de Mussenberg (1705-1771), lid en later voorzitter van de Kleefse Ridderschap, in de Ridderschap van Nijmegen (1750-)
  - Evert Johan van Neukirchen genaamd Nyvenheim, heer van Eck en Wiel en de Voorst, heer van Wadenoyen (1736-1812), opperkoopman te Cheribon en ambtsjonker en heemraad van Neder-Betuwe
    - Jan Gijsbert Ludolph Adriaan baron van Neukirchen genaamd Nyvenheim, heer van Eck en Wiel (1784-1818), maire van Eck en Wiel, Maurik en Ingen, lid ridderschap en provinciale staten van Gelderland
      - Henriette Jeanne Christiane barones van Neukirchen genaamd Nyvenheim, vrouwe van Duivenvoorde, enz. (1807-1849); trouwde in 1830 met jhr. Nicolaas Johan Steengracht (1806-1866), lid provinciale staten van Zuid-Holland, hoogheemraad, lid van de familie Steengracht
      - Gustaaf Frederik Willem baron van Neukirchen genaamd Nyvenheim, heer van Eck en Wiel (-1839) en de Voorst (-1846) (1814-1894), kamerheer van de koningen Willem I, II en III, verkocht de heerlijkheid Eck en Wiel in 1839 aan Elisabeth Maria van Reede, vrouwe van Amerongen.